# پالنگری کهنه
پالنگری کهنه، روستایی از توابع بخش کامفیروز شهرستان مرودشت در استان فارس ایران است. 
پالنگری کهنه یکی از قدیمی ترین روستا های  استان فارس است و نام خود را از حاکمی سلجوقی بنام پالنگری بیگ اقتباس کرده است. بقایای اثاری از زمان ساسانیان،سلجوقیان،صفویان و افشاریان در این روستا باقی مانده است که قدمت این روستا را تا قبل از اسلام پیش میبرد.
مردم این روستا به زبان لری صحبت می کنند، مسلمان و پیرو مذهب شیعه می باشند؛ و فعالیت اکثر مردم این روستا کشاورزی است.

## نام
•کام پیروز : کام در فارسی به معنای مراد است و پیروز جد انوشیروان ساسانی است ، در زمان پیروز شاه خشکسالی و قحطی تاقت فرسا ایران را فرا می گیرد ؛ وقتی پیروز شاه به این محل وارد شده در طلب باران دست به دعا برداشته و چون مرادشت حاصل شده شهری در این محل بنا نموده و کام پیروز نام میگذارد
•پالنگری : برگرفته از نام امیری سلجوقی بنام پالنگری بیگ(بلنگری)
•ده کهنه : به معنای روستای قدیمی

## تاریخچه
اندكی بعد از روستای «حسين آباد» و به اعتباری، وصل به آن، روستای تاريخی «ده‏ كهنه» قرار دارد. ده كهنه ی امروز همان «پالنگری» قديم است، لذا ثبت دفتری آن به‏ نام «پالنگری كهنه» می‏باشد، به همين لحاظ به آن «ده كهنه» می‏گويند. 
پالنگری» سرزمين افسانه‏ ها و محل شكل‏ گيری رؤيا ها است. 
در حوالی «پالنگری» كنونی شهرك قديمی به نام «قيطريه» برپا بوده است كه محل تبعيد گاه مجرمين در عهد كريم خان زند بوده است. هم چنين گفته شده كه روزگاری «پالنگری» كهن از چنان آبادی و وسعت برخوردار بوده كه يك رأس كهره‏ ی پالنگرينی، بام به بام رفته تا به روستای «گرمه» رسيده است. بعضی‏ ها می‏گويند آن كهره از«پالنگری» شروع كرده، بام به بام رفته تابه باغ نو سابق رسيده است، عده ی هم می‏گويند آن‏ كهره ی كذايی از باغ نو شروع كرده وبه «گرمه» تمام نموده است .
طبیعی است  که جدول مهم  « جلال آباد» رکن اصلی عظمت پالنگری کهنه(ده کهنه) محسوب  شده و می شود، درباره ی این جدول گفته شده كه اول بار پالنگرينی‏ ها اين جدول را به دستور سلطان جلال الدین خوارزم شاه احداث نموده‏ اند، آن‏ها می‏گويند: حفر اين كانال‏ به دستور سلطان جلال الدين خوارزم شاه آغاز شده و به مدت يك سال از سر بند خود در زير دست صحرای اللّه مراد خانی تا انتهای «قلعه نو» كنونی كشيده شد. 
بنابر شواهد اوج پيش رفت «پالنگری کهنه»  درزمان سلجوقيان بوده است ؛ به طوری كه «پالنگرين بيگ»
(بلنگری) يكی از اُمرای قدرت مند سلجوقی در اين جا حكومت می‏راند، درآن موقع روستای «پالنگری» (كهنه) يك قصابچه ی بوده كه حكم مركزيت ملوك الطوائفی منطقه راداشته است و دارای مسجد، حمام، مراكز پيشه وری وپيله وری بوده است. استادكاران  و سنگ تراشان به طورحرفه ای دراين جا كار می‏كرده ‏اند. آثار وبقايای از نمونه ی كارهای آنان تا هنوز در اين محل موجود است. سنگ‏ های با كنده كاری و تراش زيبا برروی قبور اموات وجود دارد كه شاهد روشن بر اين گفته است .
يك نمونه‏ ی ديگر ، سنگ عصاره خانه می ‏باشد، كه هم اكنون در زيردست قبرستان «ده كهنه» به روی زمين‏ های مزروعی موجود است، اين سنگ بزرگ كه بين 2 تا 3 تن وزن دارد، با مهارت تراشيده شده و به صورت يك دايره ی بزرگ، با قطری بيش از نيم متر در آمده است، وسط اين دايره سوراخ است. اين سنگ‏ ها به وسيله ی نيروی احشام به حركت درآورده می ‏شده وبدان طريق روغن گنجد گرفته می ‏شده است .
یکی ديگر از نمونه‏‌های پيش رفت «پالنگری» آن بوده كه آب چشمه ی حاجت، يا همان بهشت گمشده را به وسيله ی لوله‏ های ساخته شده از ساروج به «پالنگری» انتقال می‏دادند، اين لوله‏ ها در زير زمين تعبيه شده و از زير بستر رودخانه ی «كُر» عبور می‏كرده است. بقايای اين نوع لوله در پوزه ی «پالنگری» كشف شده است. جريان آب به طور دايم بوده و خانه ‏های «پالنگری» همواره آب جاری در خود داشته‏ است. حمام ‏ها نيز از همان آب استفاده می ‏نموده ‏اند .
طبق مضمون کتاب فارس نامه ی ناصری «پالنگرين بيگ»(بلنگری) پسری داشت به نام «حالت خاص بيك»(خاصبیک) او جوانی برجسته، غيور و متنفذ بود؛ وقتی كه ميان ملك شاه سلجوقی(ملک شاه دوم) و برادرش اختلاف افتاد، وی را به عنوان نايب الحكومة و واسطه جهت اصلاح بين خود به همدان دعوت كردند، او چند صباحی مهارحكومت را در دست گرفت، قصد تصرف دايمی حكومت به سرش زد «حالت خاص بيك» نزد خود چنين برنامه ريخت كه طی نقشه ی با دعوت از محمد شاه سلجوقی برادر ملك شاه سلجوقی كه در آن زمان در جنوب ايران زندگی می‏كرد، هر دو برادر رادريك جلسه به قتل رسانيده وحكومت خودرادايمی نمايد .
اما اين نقشه ی او در نزد محمد شاه سلجوقی افشاء شد، در شبی كه فردای آن قراربود جلسه ی آشتی ميان آن دو برادر برگزار گردد، مأمورين محمد شاه سلجوقی شب هنگام، وارد اتاق خواب حالت خاص بيك شده وسر او را ازتن جدا كردند؛
سپس محمد شاه سلجوقی دستور حمله به «پالنگری» را صادر نموده و آن محل را به آتش كشيد، امير «پالنگری» از اين وقايع جنون برداشته و عده ی زيادی از مردم را يا خود كشت، يا به كشتن داد، اوضاع به طور جدی غير قابل زندگی شد. گروهی زيادی از مردم «پالنگری» مجبور شدند منطقه را ترك نموده، به طرف بوانات فرار نمايند، چنان كه تا هنوز در بوانات افراد وخانوادهای زيادی هستند كه با نام خانوادگی «كامفيروزی» زندگی می‏كنند . 
قرن ها و زمان های طولانی گذشت تا اين كه جرقه ی ديگر ی در تاريخ شكوفايی «پالنگری» به وقوع پيوست وآن در زمان نادر شاه افشاربود كه نسبت به اين منطقه توجه خاص  گرديد. با توجه به آثار، نشانه ‏ها و بقايای سنگ های كه هم اكنون موجود، است می‏توان گفت كه «پالنگری» دوباره به قصابچه‏ ی آباد مبدل گرديد. مساجد، حمام ها، مغازه ‏ها و حرفه‏ ها دوباره رونق گرفت؛ چنان كه  سالانه ‏مبلغ زيادی ماليات به دولت می‏پرداخت. اين روند در دوره ‏های زنديه وقاجاريه نيز هم چنان دوام داشت .
«در اواخر دولت صفويه وفتنه ی افغانی محمد حسين بيگ چهارده چریک به ضابطی اين بلوك برقرار گرديد و چهارده چریک نام تیره ای از ایلات قشقایی است، بعد از وفات او پسرش حاجی يوسف علی بيگ كامفيروزی به جای پدر نشست، بعد از وفات او پسرش حاجی محمد حسين بيگ كامفيروزی به ضابطی اين بلوك مأمور گرديد، بعد از وفات او پسرش حاجی احمد خان كامفيروزی مباشر امر ضابطی گرديد، بعد از وفات او حاجی اسداللّه خان كامفيروزی ضابطی اين بلوك راقبول نمود. او را دو پسراست، جان محمد خان كامفيروزی چندی به عاملی «كامفيروز» برقرار و درعنفوان جوانی بدرود زندگانی را نمود. خلف الصدقش يوسف خان چون والده ی او دختر حامی خان كلانتر شيرازی مشهور به «بيضايی» است، در كنف تربيت اعمام مادری خود تربيت يافت و در «شيراز» متوطن گشته است. پسر ديگر حاجی اسداللّه خان كامفيروزی عالی جاه حاجی نصراللّه خان كامفيروزی است، چند سالی است که املاك موروثه ی خود رااز دست داده و در بلوك بوانات مسكن گرفته است.»
پالنگری کهنه (ده کهنه) کنونی:
«ده‏ كهنه» كنونی دارای 2 قسمت می‏باشد: 1- بخش قديمی 2- بخش جديد كه به آن «پهناب ريزی»  می‏گويند، در ناحيه ی قديمی، خانواده ‏هایی زندگی می‏كنند، كه شامل چند گروه و طايفه، مانند: پالنگرينی، شولی، ترك، بنويی، سی سختی، باغ نوی، منصور آبادی، قلعه نوی ...می‏شوند. 
به فاصله ی 500 متردورتراز محله ی قديمی «ده ‏كهنه» محله ی  " پهناب ريزی " قرار دارد، كه از لحاظ اداری جزء «ده‏ كهنه» محسوب می‏شود.
اكثريت ساكنين " پهناب ريزی " از مردم «شول گپ» می‏باشند، چندین خانوار قلعه نوی و ده کهنه ای و منصورآبادی نيز در ميان آن هاوجود دارند. همه ی آنان از ساكنان قديمی ده كهنه ‏اند كه طی دو دهه ی گذشته در اثر كم بود جا و زمين، به اين جا آمده وخانه‏ های مجلل ساخته اند.  

## جمعیت
این روستا در بخش کامفیروز شمالی قرار دارد و براساس سرشماری مرکز آمار ایران در سال ۱۳۸۵، جمعیت آن ۳۴۸ نفر (۸۰خانوار) بوده‌است.